# Zhar
Zhar (ukr. Згар) – rzeka na Ukrainie, prawy dopływ Bohu.
Rzeka płynie przez Wyżynę Podolską, jej długość wynosi 93 km, a powierzchnia dorzecza – 1170 km².